# Tōru Takemitsu
Tōru Takemitsu (in giapponese 武満 徹, Takemitsu Tōru; Tokyo, 8 ottobre 1930 – Tokyo, 20 febbraio 1996) è stato un compositore giapponese, considerato uno dei maggiori autori giapponesi dell'epoca contemporanea.

## Biografia

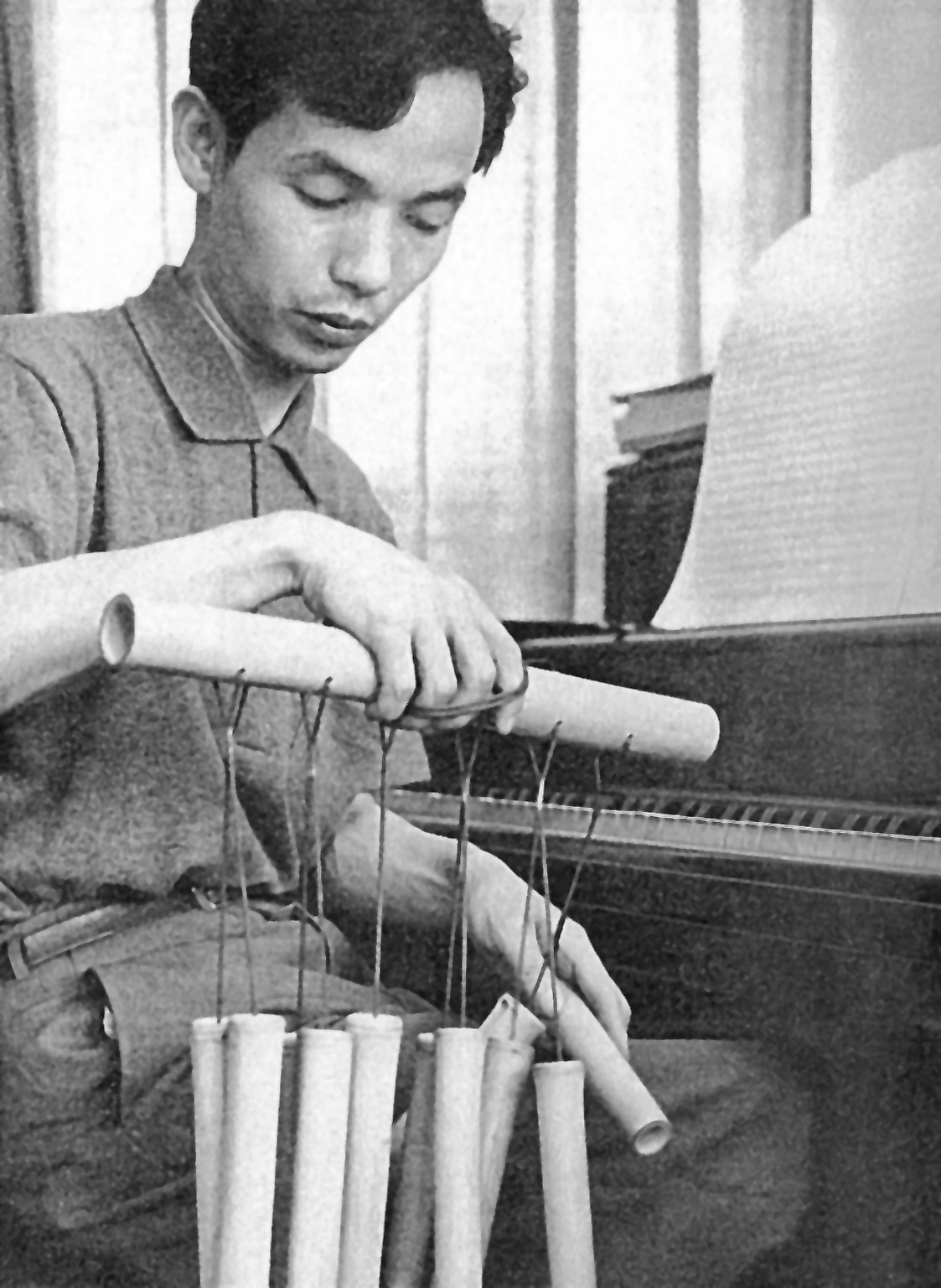
Toru Takemitsu (1961)

Nato a Tokyo, Takemitsu cominciò ad interessarsi alla musica classica occidentale nel periodo del secondo conflitto mondiale. Ebbe l'occasione di sentire musiche occidentali dalla radio militare americana, mentre era in convalescenza da una lunga malattia. Coltivò pure la conoscenza e l'ascolto della musica jazz, grazie alla notevole collezione di dischi di suo padre.
Nella sua formazione musicale, Takemitsu fu quasi totalmente un autodidatta; subì molte influenze dalla musica francese, in special modo da autori come Claude Debussy e Olivier Messiaen. Nel 1951 fondò il "Jikken Kobo", un gruppo con il quale introdusse la musica di molti compositori occidentali in Giappone.
Takemitsu raccolse il primo importante successo quando il suo Requiem per orchestra d'archi (1957) venne ascoltato e lodato da Igor' Fëdorovič Stravinskij: fu l'inizio della sua grande carriera internazionale. Nei primi anni 60 fu influenzato dalle idee di John Cage, che conobbe di persona nel 1964: a questo periodo risale buona parte della sua produzione di musica aleatoria. Stringe amicizia anche con l'artista e scultore multimediale Paolo Carosone al quale dedica un capitolo del suo libro  “Oto to Chinmoku to Hakari aeru hodo ni” (Suono e silenzio a confronto).
Nel 1984 avviene la prima esecuzione assoluta nella Concert Hall of the Barber Institute of Fine Arts di Birmingham di "Through the Rainbow, Palma" per chitarra, oboe d'amore e orchestra di sua composizione diretta da Simon Rattle.
Takemitsu morì prematuramente a Tokyo il 20 febbraio 1996, a causa di un cancro; nell'autunno di quello stesso anno gli venne attribuito postumo il Glenn Gould Prize. Nel corso della vita aveva ricevuto diversi premi, fra i quali, per due volte, il Premio Otaka.

## La sua musica
Eccezion fatta per una primissima parte della sua carriera nella quale si è interessato alle musiche tradizionali giapponesi, tutta l'opera di Takemitsu è indirizzata ad un rinnegamento delle strutture, dei canoni, delle melodie della tradizione musicale della sua patria, a favore di una base prettamente occidentale (Takemitsu spiega la sua scelta nel seguente modo: "Non amo usare melodie giapponesi come materiale. Nessuna forza... nessuno sviluppo. Le melodie giapponesi sono come il Fuji – belle ma eternamente immobili").

Non rifiuta però di utilizzare gli strumenti della tradizione giapponese, inserendo in molte opere, sia orchestrali che da camera, biwa e shakuhachi.
L'anima giapponese di Takemitsu è presente, però, in maniera forse anche più significativa e profonda nell'astratto, nella filosofia che anima le sue opere (da notare anche l'importanza del silenzio o la concezione di un brano come libero flusso musicale non strutturato).  Seguendo la lezione di Debussy e dell'Impressionismo, l'ispirazione di Takemitsu spaziava dalla letteratura alle arti figurative - cosa che si riflette nell'uso di titoli evocativi e poetici per molti suoi brani.
Takemitsu non crea, quindi, una semplice fusione degli stili occidentale e orientale, ma ne crea uno nuovo, frutto di una piena conoscenza dei due, e per il quale è impossibile fare divisioni accurate.
Il compositore giapponese sembra quindi coronare il suo desiderio di "nuotare nell'oceano che non ha né Oriente né Occidente", desiderio all'insegna di una visione a 360 gradi della musica.

## Alcune opere rappresentative

### Musica orchestrale (con o senza solisti)
- Requiem per archi (1957)
- Solitude Sonore per orchestra (1958)
- Arc per pianoforte e orchestra (1963-1966)
- November steps (1967), per orchestra occidentale, shakuhachi e biwa
- The dorian horizon (1967), per orchestra d'archi
- In an autumn garden per orchestra tradizionale di gagaku (1973-1979)
- Quatrain per clarinetto, violino, violoncello, pianoforte e orchestra (1975)
- A flock descends into the pentagonal garden per orchestra (1977)
- Dreamtime per orchestra (1981)
- Spirit Garden per orchestra (1994)

### Musica per pianoforte solo
- Litany (1950-1989)
- Uninterrupted Rest (Pause ininterrompue) (1952)
- Piano Distance (1961)
- Corona (London Version) (1962)
- For Away (1973)
- Les Yeux Clos (1979)
- Rain Tree Sketch (1982)
- Les Yeux Clos II (1988)
- Rain Tree Sketch II (1992)

### Musica per flauto
- Masque per 2 flauti (1959-1960)
- Voice (1971)
- Itinerant (1989)
- Air (1995)

### Musica per chitarra
- Folios (1974)
- 12 Songs for Guitar (1974/1977)
- All in Twilight (1987)
- Equinox (1993)
- In the Woods  (1995)

### Musica da camera
- Distance de Fée per violino e pianoforte (1951)
- Eclipse per shakuhachi e biwa (1966)
- Voyage per tre biwa (1973)
- Toward the Sea per flauto e chitarra (1981)
- A way a Lone per quartetto d'archi (1981)
- And then I knew 'twas Wind per flauto, viola e arpa (1992)
- Between tides per violino, violoncello e pianoforte (1993)

### Musica per film
Takemitsu è famoso per l'aver composto le colonne sonore di quasi 100 film, fra cui:
- La donna di sabbia (Suna no onna), regia di Hiroshi Teshigahara (1964)
- Fiore secco (Kawaita hana), regia di Masahiro Shinoda (1964)
- L'amaro giardino di Lesbo (Utsukushisa to kanashimi to), regia di Masahiro Shinoda (1965)
- Il volto di un altro (Tanin no kao), regia di Hiroshi Teshigahara (1966)
- Shinjū ten no Amijima, regia di Masahiro Shinoda (1969)
- Chinmoku, regia di Masahiro Shinoda (1971)
- Ran, regia di Akira Kurosawa (1985)
- Yari no Gonza, regia di Masahiro Shinoda (1986)
- Pioggia nera (Kuroi ame) di Shōhei Imamura (1989)
- Sharaku, regia di Masahiro Shinoda (1995)

## Album
- Duo Imbesi Zangarà, Noir Love – Takemitsu for Guitar Duo  performed by Carmelo Imbesi e Carmen Zangarà, Classical Music 3.0, (2021)